# Baskery
Baskery ist eine schwedische Alternative-Country-Band, die ihren Stil selbst als Country Punk, Mud-Country oder Killbilly bezeichnet. Ihr erstes Album Fall Among Thieves erschien 2008 und erreichte im Mai des Jahres die schwedischen Top-60.
Die Gruppe existiert seit 2006 und besteht aus den drei Schwestern Greta (* 7. Februar 1978), Stella (* 20. März 1980) und Sunniva Bondesson (* 5. Oktober 1982), die ihre mehrstimmigen Gesangsharmonien auf akustischen Instrumenten begleiten.

## Bandgeschichte
Baskery entstand 2006 durch eine personelle Neugruppierung der Slaptones, denen auch der Vater der Frauen, Janåke Bondesson, als Schlagzeuger angehörte. Die Slaptones veröffentlichten zwei Alben (Simplify 2003 und Amplify 2004) und waren unter anderem mit dem Brian Setzer Orchestra auf USA-Tournee.  
2007 erschien eine erste EP von Baskery, One Horse Down, bei Veranda Independent Records. Ihr erstes Album, eine von Lasse Mårtén produzierte Liveaufnahme im Studio, kam in Schweden im Mai 2008, in weiteren europäischen Ländern (darunter Deutschland, Österreich und Belgien) im Herbst des Jahres und in Großbritannien im Januar 2009 in die Plattenläden. Seit 2008 sind die drei Frauen bei Konzerten und Festivals in Nordamerika und Europa aufgetreten.
Im Juli 2009 strahlte der Rockpalast des WDR Baskerys Auftritt beim Crossroads-Festival in Bonn (Ende März 2009) aus.
2015 spielten und sangen Baskery mit Robbie Williams auf seiner Let Me Entertain You Tour den Song The Road to Mandalay.

## Stil
Baskery wurde anfangs mit den Dixie Chicks, Roches und dem Black Rebel Motorcycle Club verglichen, bevorzugt allerdings nach anfänglichen Coverversionen inzwischen eigene Songs, die der Gruppe in Verbindung mit der akustischen Instrumentierung und dem häufig dreistimmigen Gesang zu einem unverwechselbaren Klang verhelfen. 
Mojo bezeichnete ihre Darbietungen als „absolut wunderbar … Sie spielen ihren eigenen Stil mit erkennbarer Begeisterung, gepaart mit einer nicht gering zu schätzenden Virtuosität und viel Temperament, der unwiderstehlich ist“.

## Diskografie

### Alben
- 2008: Fall Among Thieves
- 2011: New Friends
- 2014: Little Wild Life
- 2018: Coyote & Sirens
- 2020: Old Man (Live in Haparanda)
- 2022: Most Wanted

### Singles & EPs
- 2007: One Horse Down
- 2020: Leafland Avenue
- 2021: Rock’n’Roll